# Etelvina Peña
Etelvina Peña Torrico (El Trigal, Vallegrande, 14 de junio de 1924 - Santa Cruz de la Sierra, 1 de febrero de 2008) fue una pintora, docente y artista boliviana, considerada una de las primeras mujeres pintoras de su país. También trabajo como una actriz de teatro y de televisión reconocida en el medio cruceño por sus participaciones en las producciones televisivas de Safipro.

## Biografía
Nació el 14 de junio de 1924 en El Trigal, en Vallegrande. Quedó huérfana desde pequeña y fueron las hermanas de su madre quienes se encargaron de su educación. Al ver su talento para la pintura le organizaron clases particulares con el profesor y pintor Luis Urey. “Era la época de la Guerra del Chaco y ella estudiaba en el liceo Monseñor Santistevan, donde ya había demostrado su talento para la pintura. Antes de salir bachiller realizó cinco trabajos para una convocatoria de un concurso de arte de la Universidad Técnica de Oruro, por supuesto que lo ganó”, explicó su hijo Wálter de la Fuente.
En secundaria tuvo como profesores a Raúl Otero Reiche,  Leonor Ribera Arteaga, Flavio Palma, Benjamín Burela, Jorge Peralta y Elvira Mendoza. 
En 1943 fue enviada a estudiar a Cochabamba y egresó como bachiller, año en que también fue fundadora de la Escuela de Bellas Artes, Pintura y Declamación.
En Cochabamba conoció al paceño Wálter de la Fuente Siles, escritor, economista y político, que trabajaba en el Banco Central de Bolivia con quien se casó y quien la apoyó para que expusiera por primera vez en el Ministerio de Relaciones Exteriores” Del 49 al 50 su esposo fue deportado por cuestiones políticas. 
Etelvina regresó a Santa Cruz y empezó a dar clases en el colegió Alemán donde trabajó durante 35 años hasta 1984. 
En 1947 ingresó a la Universidad Femenina de Buenos Aires y en 1971 obtuvo el título en Artes Plásticas.
En 1983 ingresó a la Asociación Cruceña de Actores, dirigida por Enrique Alfonso, con la obra teatral Cuando canta el guajojó. Luego actuó en Añoranzas cruceñas y en 1986 debutó en televisión en la serie Carmelo Hurtado, en la que interpretó el papel de doña Teófila. También participó como actriz en la película Jonás y la ballena rosada (1995).

## Trabajos

### Arte
- Como pintora participó en más de 90 muestras individuales y colectivas; expuso sus obras en los museos de Arte Contemporáneo en la ex Yugoslavia, Estados Unidos, Paraguay, España y Bolivia.

### Televisión
- Carmelo Hurtado (1986)
- La Virgen de las 7 calles (1987)
- El retorno (1988)
- La última expedición (1989)
- Los pioneros (1990)
- La curiosa (1991)
- Añoranzas cruceñas (1994)
- Luna de Locos (1995)
- Tierra adentro (1997)

### Cine
- Jonás y la ballena rosada (1995)